# Maghdouche
Maghdouche är en ort i Libanon.   Den ligger i guvernementet Mohafazat Liban-Sud, i den sydvästra delen av landet, 40 kilometer söder om huvudstaden Beirut. Maghdouche ligger 233 meter över havet och antalet invånare är 8 000.
Terrängen runt Maghdouche är kuperad åt sydost, men åt nordväst är den platt. Havet är nära Maghdouche åt nordväst. Runt Maghdouche är det tätbefolkat, med 383 invånare per kvadratkilometer.. Närmaste större samhälle är Sayda, 4,3 kilometer norr om Maghdouche. 
Trakten runt Maghdouche består till största delen av jordbruksmark.